# Voigt

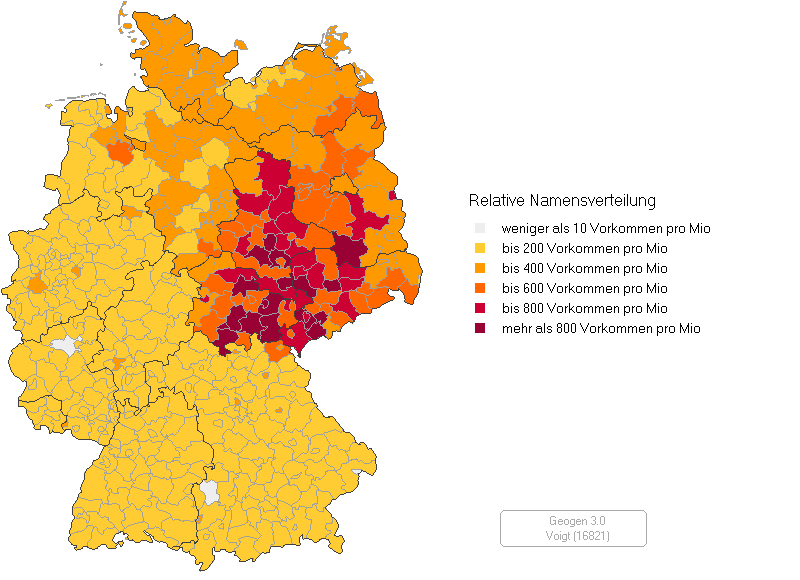
Relative Häufigkeit des Namens Voigt in Deutschland

Voigt ist ein Familienname.

## Herkunft und Bedeutung
Voigt ist eine Schreibweise von Vogt (gesprochen [foːkt] mit Dehnungs-i). Der Name leitet sich von lateinisch advocatus ‚Verwalter‘, ab, der allgemein einen herrschaftlichen, meist adeligen Beamten des Mittelalters und der frühen Neuzeit bezeichnete.

## Namensträger

### A
- Adolf Voigt (1889–1982), deutscher Generalmajor
- Albert Voigt (1858–1941), deutscher Lehrer und Botaniker
- Alexander Voigt (Fagottist) (* 1964), deutscher Fagottist und Schauspieler
- Alexander Voigt (Unternehmer) (* 1965), deutscher Unternehmer
- Alexander Voigt (Fußballspieler) (* 1978), deutscher Fußballspieler und -trainer
- Alfred Voigt (1913–1998), deutscher  Rechtswissenschaftler
- Alfred Voigt (Schriftsteller) (Pseudonym Alfred H. Vogt; * 1914), deutscher Schriftsteller
- Alwin Voigt (1852–1922), deutscher Lehrer und Ornithologe
- André Voigt (* 1973), deutscher Sportjournalist
- Andreas Voigt (Ökonom) (1860–1940), deutscher Wirtschafts- und Sozialwissenschaftler und Hochschullehrer
- Andreas Voigt (Regisseur) (* 1953), deutscher Regisseur und Autor
- Angela Voigt (1951–2013), deutsche Leichtathletin
- Anita Voigt (* 1961), deutsche Malerin, Grafikerin und Objektkünstlerin
- Anja Voigt (* 1985), deutsche bildende Künstlerin
- Anna Voigt (1846–1921), deutsche Bergsteigerin
- Annette Voigt (* 1957), deutsche Bildhauerin
- Anton Voigt (* 1947), österreichischer Pianist, Klavierpädagoge und Musikvermittler
- Arnd Voigt (1950–2020), deutscher Kommunalpolitiker
- Arno Voigt (1895–1986), deutscher Politiker
- Arnold Voigt (Musikinstrumentenbauer) (1864–1952), deutscher Musikinstrumentenbauer
- Arnold Voigt (Wirtschaftswissenschaftler) (* 1940), deutscher Wirtschaftswissenschaftler und Mundartforscher
- Arthur Voigt (1866–nach 1908), deutscher Architekt
- Artur Voigt (1919–nach 1981), deutscher Veterinärmediziner und Hochschullehrer
- August Voigt-Fölger (1837–1918), deutscher Maler und Hochschullehrer
- Auguste Voigt (1828–1909), französischer Lehrer und Astronom
- Axel Voigt (* 1977/1978), deutscher Archäologe und Museumsleiter

### B
- Benjamin Voigt (* 1982), deutscher Eishockeytorwart
- Bernd Voigt (* 1952), deutscher Mathematiker und Hochschullehrer
- Bernhard Voigt (Schriftsteller) (1878–1945), deutscher Lehrer und Kolonialschriftsteller (Deutsch-Südwestafrika)
- Bernhard Friedrich Voigt (1787–1859), deutscher Buchhändler und Verleger
- Brigitte Voigt (1934–2025), deutsche Fotografin
- Brooke Voigt (* 1993), kanadische Snowboarderin
- Bruno Voigt (1912–1988), deutscher Maler, Grafiker und Museumsdirektor
- Burkhard Voigt (* 1946), deutscher Hispanist

### C
- Carl Voigt (Musiker) (1808–1879), deutscher Musiker und Dirigent
- Carl Voigt (Rennfahrer), deutscher Automobilrennfahrer
- Carl Friedrich Voigt (Jurist) († 1822), deutscher Jurist und Hochschullehrer
- Carl Friedrich Voigt (Medailleur) (1800–1874), deutscher Medailleur und Graveur
- Carl Ludwig Voigt (1792–1831), deutscher Cellist und Komponist
- Carolus Voigt (1904–1991), deutscher Bildhauer
- Charles Voigt (1869–1929), US-amerikanischer Tennisspieler
- Christian Voigt (Mörder) (1878–1938), deutscher Mörder und literarisches Vorbild, siehe Der Mann ohne Eigenschaften
- Christian Voigt (Leichtathlet) (* 1943), deutscher Hürdenläufer
- Christian Voigt (Sänger) (* 1969), deutscher Sänger (Tenor)
- Christian Voigt (Richter) (* 1974), deutscher Jurist und Richter
- Christian C. Voigt (Christian Claus Voigt; * 1966), deutscher Biologe
- Christian Friedrich Voigt (Orgelbauer, um 1725) (um 1725–1780), deutscher Orgelbauer in der Uckermark
- Christian Friedrich Voigt (Orgelbauer, 1803) (1803–1868), deutscher Orgelbauer in Nassau
- Christian Friedrich Traugott Voigt (1770–1814), deutscher Prediger und Schriftsteller
- Christian Gottlob von Voigt (1743–1819), deutscher Dichter und Regierungsbeamter
- Christian Gottlob von Voigt der Jüngere (1774–1813), deutscher Jurist und Archivar
- Christian Wilhelm Voigt (1700–1779), deutscher Glockengießer
- Christina Voigt (* 1971), deutsche Juristin und Hochschullehrerin
- Corina Ssuschke-Voigt (* 1983), deutsche Volleyballspielerin
- Corneel Voigt (* 1946), deutscher Fotograf
- Curt Voigt (1889–1961), deutscher Scherenschneider
- Cynthia Voigt (* 1942), US-amerikanische Lehrerin und Schriftstellerin

### D
- Deborah Voigt (* 1960), US-amerikanische Opernsängerin (Sopran)
- Dieter Voigt (Sozialwissenschaftler) (* 1936), deutscher Sozialwissenschaftler
- Dieter Voigt (Eishockeyspieler) (* 1939), deutscher Eishockeyspieler
- Doreen Voigt (* 1984), deutsche Sozialpädagogin und Politikerin (BSW)

### E
- Eberhard Voigt (* 1938), deutscher Industrie-Designer
- Edward Voigt (1873–1934), US-amerikanischer Politiker
- Ehrhard Voigt (1905–2004), deutscher Geologe und Paläontologe sowie Hochschullehrer
- Ekkehard Voigt (1939–2018), deutscher Offizier und Politiker (CSU, REP)
- Elisabeth Voigt (Malerin) (1893–1977), deutsche Malerin und Grafikerin
- Elisabeth Voigt, bekannt als Lisa Voigt (* 1988), deutsche Biathletin
- Elli Voigt (1912–1944), deutsche Widerstandskämpferin
- Emil Voigt (Turner) (1879–1946), US-amerikanischer Turner
- Emil Voigt (Leichtathlet) (1883–1973), britischer Leichtathlet
- Erich Voigt (1905–1962), deutscher Widerstandskämpfer
- Erna Voigt (* 1925), deutsche Illustratorin und Autorin
- Ernst Voigt (Germanist) (1843–1902), deutscher Germanist, Literaturhistoriker und Pädagoge
- Ernst Voigt (Politiker) (1845–1886), deutscher Jurist und Politiker (NLP), MdL Sachsen
- Ernst von Voigt (1847–1926), deutscher General der Infanterie
- Ernst Voigt (Richter) (1908–1983), deutscher Jurist und Richter
- Ernst Voigt (Pilot) (1911–2000), deutscher Pilot
- Erwin Voigt (1864–1945), deutscher Generalleutnant
- Eva-Maria Voigt (1921–2013), deutsche Philologin
- Eva-Maria Voigt-Küppers (* 1958), deutsche Politikerin (SPD), MdL Nordrhein-Westfalen

### F
- Felix A. Voigt (1892–1962), deutscher Literaturwissenschaftler
- Ferdinand Voigt (1829–1893), deutscher Sportpädagoge
- Franz Voigt (Kunsthistoriker) (1876–1940), deutscher Kunsthistoriker
- Franz Wilhelm Voigt (1867–1949), deutscher Maler
- Frederick Augustus Voigt (1892–1957), deutsch-britischer Journalist und Autor
- Friedemann Voigt (* 1967), deutscher evangelischer Theologe
- Friedrich Voigt (Baumeister) (1830–1898), deutscher Baumeister
- Friedrich Voigt (Heimatforscher, 1833) (Johann Friedrich Voigt; 1833–1920), deutscher Verwaltungsjurist und Heimatforscher
- Friedrich Voigt (Heimatforscher, 1921) (Fritz Voigt; 1921–2019), deutscher Heimatforscher
- Friedrich Adolf Voigt (1857–1939), deutscher Altphilologe und Lehrer
- Friedrich Gustav Voigt (1844–1886), Inhaber von Voigt & Hochgesang
- Friedrich Siegmund Voigt (1781–1850), deutscher Zoologe und Botaniker
- Friedrich Wilhelm Voigt (Komponist) (auch Friedrich-Wilhelm Voigt; 1833–1894), deutscher Militärmusiker
- Friedrich Wilhelm Voigt (auch Wilhelm Voigt; 1849–1922), deutsch-luxemburgischer Schuhmacher, bekannt als Hauptmann von Köpenick
- Fritz Voigt (Politiker) (1882–1945), deutscher Gewerkschafter, Politiker (SPD) und Widerstandskämpfer
- Fritz Voigt (Heimatforscher) (1899–1980), deutscher Denkmalpfleger, Heimatforscher und Sammler
- Fritz Voigt (Verkehrswissenschaftler) (1910–1993), deutscher Wirtschafts- und Verkehrswissenschaftler sowie Hochschullehrer
- Fritz-Georg Voigt (1925–1995), deutscher Romanist, Lektor und Verlagsleiter
- Fürchtegott Moritz Albert Voigt (1829–1895), deutscher Unternehmer
- Fynn Voigt (* 1999), deutscher Politiker (FDP), MdBB

### G
- Georg Voigt (Historiker) (1827–1891), deutscher Historiker
- Georg Voigt (Politiker) (1866–1927), deutscher Politiker (NLP, DDP)
- Gerd Voigt (1931–2003), deutscher Historiker und Hochschullehrer
- Gergana Voigt (* 1970), deutsche Filmeditorin
- Gerhard Voigt (Ruderer) (1904–1958), deutscher Ruderer
- Gerhard Voigt (Mediziner) (1922–2008), deutsch-schwedischer Rechtsmediziner
- Gerhard Voigt (Künstler) (1926–2005), deutscher Grafiker
- Gerhard Voigt (Politiklehrer) (* 1944), deutscher Politiklehrer und Autor
- Gerhard Voigt (Leichtathlet), deutscher Mehrkämpfer Leichtathletik
- Gisela Voigt (* 1953), deutsche Politikerin (SED, PDS)
- Gottfried Voigt (Theologe, 1644) (1644–1682), deutscher Theologe und Pädagoge
- Gottfried Voigt (Theologe, 1914) (1914–2009), deutscher Theologe und Hochschullehrer
- Gottfried Christian Voigt (1740–1791), deutscher Historiker
- Gotthard Voigt (1928–1991), deutscher Politiker (DSU)
- Gudrun Voigt (* 1930), deutsche Schriftstellerin
- Guido Voigt (* 1982), deutscher Wirtschaftswissenschaftler
- Günter Voigt (General) (* 1933), deutscher Generalmajor
- Günter Voigt (Zahnmediziner) (* 1955), deutscher Zahnarzt und Kulturförderer
- Günther Voigt (Landrat), deutscher Jurist und Landrat
- Günther Voigt (1927–2000), deutscher Heimatforscher
- Gustav Voigt (Politiker, 1867) (1867–nach 1933), deutscher Politiker (DNVP, Wirtschaftspartei), MdL Preußen
- Gustav Voigt (Landrat) (1886–1970), deutscher Verwaltungsjurist

### H
- Hans Voigt (Pädagoge) (Johannes Voigt; 1854–??), deutscher Pädagoge, Philologe und Historiker
- Hans Voigt (Architekt) (1879–1953), deutscher Architekt
- Hans Voigt (General) (1896–1969), deutscher Generalmajor
- Hans-Heinrich Voigt (1921–2017), deutscher Astronom und Hochschullehrer
- Hans-Helmut Decker-Voigt (* 1945), deutscher Therapeut und Publizist
- Hans-Henning von Voigt (Pseudonym Alastair; 1887–1969), deutscher Künstler
- Hans-Jörg Voigt (* 1962), deutscher Geistlicher, Bischof der Selbständigen Evangelisch-Lutherischen Kirche
- Hans Otto Voigt-Hadrigan (1893–1938), Schweizer Komponist und Musikwissenschaftler
- Hans-Peter Voigt (1936–2014), deutscher Politiker (CDU)
- Hansi Voigt (Hans-Jürgen Voigt; * 1963), deutscher Journalist
- Harald Voigt (1928–2005), deutscher Chronist
- Harry Voigt (1913–1986), deutscher Leichtathlet
- Hartmut Voigt (* 1955), deutscher Fußballspieler
- Heide Marie Voigt (* 1942), deutsche Pädagogin und Autorin
- Heiko Voigt (* 1961), deutscher Kommunalpolitiker (parteilos) und Bürgermeister von Sonneberg
- Heinrich Voigt (Orgelbauer) (1845–1906), deutscher Orgelbauer
- Heinrich Voigt (Elektrotechniker) (1857–1937), deutscher Elektrotechniker
- Heinrich Voigt (Intendant) (1895–1968), deutscher Theaterintendant und Opernregisseur
- Heinrich Gisbert Voigt (1860–1933), deutscher Theologe und Historiker
- Heinz Voigt (Ingenieur) (1885–1958), deutscher Ingenieur und Hochschullehrer
- Heinz Voigt (Schriftsteller) (1900–?), deutscher Schriftsteller
- Heinz Voigt (Diplomat) (1913–1992), deutscher Jurist und Diplomat
- Heinz Voigt (Heimatforscher) (1917–1998), deutscher Heimatforscher
- Heinz Voigt (Gewerkschafter) (1930–2020), deutscher Journalist und Gewerkschaftsfunktionär
- Helene Voigt (1857–1924), deutsche Roman- und Kinderbuchautorin
- Helene Voigt-Diederichs (1875–1961), deutsche Heimat- und Reiseschriftstellerin
- Helga Voigt (1940–1956), deutsche Schwimmerin
- Helmut Voigt (* 1942), deutscher Oberstleutnant des Ministeriums für Staatssicherheit
- Henriette Voigt (1808–1839), deutsche Pianistin und Salonière
- Hermann Voigt (Politiker, 1859) (1859–1942), deutscher Landwirt und Politiker
- Hermann Voigt (Politiker) (1884–nach 1946), deutscher Politiker (DVP, CDU), MdL Sachsen
- Hermann Voigt (Diplomat) (1889–1968), deutscher Diplomat
- Hermann Voigt-Ruscheweyh (1880–1969), deutscher Generalmajor
- Hildegard Voigt (1856–1936), deutsche Schriftstellerin
- Horst Voigt (Leichtathlet) (1911–??), deutscher Leichtathlet
- Horst Voigt (Politiker, 1933) (* 1933), deutscher Politiker (SPD)
- Horst Voigt (Politiker, 1941) (* 1941), deutscher Politiker (CDU), MdL Mecklenburg-Vorpommern
- Horst Voigt (Schauspieler), deutscher Schauspieler
- Hubert Voigt (* 1944), deutscher Chorleiter

### I
- Ian Voigt, englischer Tonmeister
- Ilse Voigt (1905–1990), deutsche Schauspielerin und Synchronsprecherin
- Ilse Voigt (Malerin) (1905–1997), deutsch-schweizerische Malerin, Zeichnerin und Grafikerin
- Ilse Voigt (Filmeditorin) (* 1917), deutsche Filmeditorin
- Immanuel Voigt (* 1984), deutscher Historiker und Autor
- Ina Voigt (Fotografin) (* 1965), deutsche Theaterfotografin und -autorin
- Ina Voigt (Badminton) (* 1989), deutsche Badmintonspielerin
- Ines Beilke-Voigt (* 1966), deutsche Prähistorikerin

### J
- Jane Voigt (1875–1961), deutsche Politikerin (DVP), MdL Preußen
- Jens Voigt (Fußballspieler) (* 1959), deutscher Fußballspieler
- Jens Voigt (* 1971), deutscher Radrennfahrer
- Joachim Caspar Voigt (1720–1799), deutscher Kaufmann und Ratsherr in Hamburg
- Joachim Otto Voigt (auch Johann Otto Voigt; 1798–1843), dänisch-deutscher Botaniker und Chirurg
- Johann Voigt (Politiker) (1866–1947), deutscher Politiker (SPD)
- Johann August von Voigt (1677–1742), deutscher Generalmajor
- Johann Carl Wilhelm Voigt (1752–1821), deutscher Mineraloge
- Johann Eberhard August von Voigt (1738–1811), deutscher Kanzleibeamter
- Johann Friedrich Voigt (Maler) (1792–1871), deutscher Maler und Grafiker
- Johann Friedrich Voigt (Jurist) (1804–1886), deutscher Jurist und Richter
- Johann Friedrich Voigt (1833–1920), deutscher Verwaltungsjurist und Heimatforscher, siehe Friedrich Voigt (Heimatforscher, 1833)
- Johann Georg Hermann Voigt (1769–1811), deutscher Musiker und Komponist
- Johann Heinrich Voigt (1613–1691), deutscher Mathematiker, Astronom und Kalenderschreiber, siehe Johann Henrich Voigt
- Johann Heinrich Voigt (Mathematiker, 1751) (1751–1823), deutscher Mathematiker, Astronom und Physiker
- Johannes Voigt (Historiker, 1786) (1786–1863), deutscher Historiker und Archivar
- Johannes Voigt (Theologe) (1866–1832), deutscher Pfarrer und Theologe
- Johannes Gottlob Paul Voigt (1889–1954), deutscher Verwaltungsjurist und Industriemanager
- Johannes H. Voigt (Johannes Hermann Voigt; 1929–2020), deutscher Historiker und Hochschullehrer
- John Voigt (* 1939), US-amerikanischer Jazzforscher, Komponist und Musiker
- Jörgen Schmidt-Voigt (1917–2004), deutscher Mediziner
- Jorinde Voigt (* 1977), deutsche Künstlerin
- Julius Voigt (Lehrer) (1874–1946), deutscher Lehrer und Goetheforscher
- Julius Voigt (Mediziner) (1875–1965), deutscher Gynäkologe und Hochschullehrer
- Jutta Voigt (* 1941), deutsche Journalistin und Autorin

### K
- Karin Voigt (1936–2006), deutsche Schriftstellerin, Lyrikerin und Fotografin
- Karl von Voigt (1841–1911), deutscher Generalleutnant
- Karl Voigt (Historiker) (1879–1948), deutscher Historiker und Hochschullehrer
- Karl Voigt (Bildhauer) (1923–1994), deutscher Bildhauer
- Karl Voigt (Schriftsteller) (* 1923), deutscher Schriftsteller
- Karl Heinz Voigt (* 1934), deutscher Pastor und Kirchenhistoriker
- Karl Karlowitsch Voigt (1808–1873), deutsch-russischer Philologe und Hochschullehrer
- Karsten Voigt (Mediziner) (* 1941), deutscher Neuroradiologe und Hochschullehrer
- Karsten Voigt (Politiker) (* 1941), deutscher Politiker (SPD)
- Kim-Valerie Voigt, Geburtsname von Kim-Valerie Elixmann (* 1989), deutsche Schönheitskönigin
- Klaus Voigt (Ozeanograph) (1934–1995), deutscher Ozeanograph
- Klaus Voigt (Historiker) (1938–2021), deutscher Historiker und Philosoph
- Klaus-Dieter Voigt (* 1921), Mediziner, ordentlicher Professor für Klinische Chemie in Hamburg
- Kurt Voigt (MfS-Mitarbeiter) (1927–2009), deutscher Abteilungsleiter des Ministeriums für Staatssicherheit
- Kurt Voigt (Fußballspieler) (1928–1973), deutscher Fußballspieler

### L
- Lene Voigt (1891–1962), deutsche Mundartdichterin
- Leonhard Voigt (1835–1925), deutscher Arzt
- Lisa Voigt (* 1988), deutsche Biathletin
- Ludwig Voigt (1752–1835), Pädagoge, Schulinspektor in Riga
- Ludwig Voigt (Architekt) (1829–1862), deutscher Architekt
- Luise Voigt (1854–1919), österreichische Schriftstellerin

### M
- Maika Voigt (1963–2012), deutsche Chemikerin und Politikerin (SPD)
- Malte Voigt (* 1993), deutscher Handballspieler
- Manfred Voigt (Wirtschaftswissenschaftler, 1929) (* 1929), deutscher Wirtschaftswissenschaftler, Wirtschaftshistoriker und Hochschullehrer
- Manfred Voigt (Politiker) (1935–2001), deutscher Wirtschaftswissenschaftler, Politiker und Parteifunktionär (SED)
- Manfred Voigt (Basketballspieler) (* 1956), deutscher Basketballspieler
- Mario Voigt (* 1977), deutscher Politiker (CDU), Oppositionsführer und Ministerpräsident
- Marius Voigt (* 1962), norwegischer Eishockeyspieler
- Markus Voigt (* 1966), deutscher Unternehmer und Manager
- Moritz Voigt (1826–1905), deutscher Jurist und Rechtshistoriker

### N
- Nikolaus Adaukt Voigt (Adauctus a Sancto Germano; 1733–1787), böhmischer Piarist, Historiker und Numismatiker
- Nils Voigt (* 1997), deutscher Leichtathlet

### O
- Otto Voigt (Maler) (1870–1949), deutscher Maler
- Otto Voigt (Pfarrer) (1895–1967), deutscher Pfarrer
- Otto Voigt (Politiker), deutscher Politiker (SED), MdL Thüringen
- Otto Voigt (Botaniker) (1910–2005), deutscher Botaniker und Museumsleiter

### P
- Paul Voigt (Wirtschaftswissenschaftler) (1872–1900), deutscher Wirtschaftswissenschaftler und Hochschullehrer
- Paul Voigt (Politiker) (1876–1944), deutscher Politiker (SPD)
- Paul Voigt (Jurist), deutscher Jurist und Autor
- Paul Schmitz-Voigt (1886–1966), deutscher Polizist und SS-Führer
- Paul G. A. H. Voigt (Paul Gustavus Adolphus Helmuth Voigt; 1901–1981), britischer Erfinder
- Paul Robert Voigt (1872–1945), deutscher Maler
- Per Voigt (1931–2022), norwegischer Eishockeyspieler
- Peter Voigt (Sonderpädagoge) (1908–1978), deutscher Körperbehindertenpädagoge und Hochschullehrer
- Peter Voigt (Maler) (1925–1990), deutscher Maler, Grafiker und Hochschullehrer
- Peter Voigt (Regisseur) (1933–2015), deutscher Dokumentarfilmer
- Peter Voigt (Soziologe) (1939–2014), deutscher Soziologe

### R
- Rainer Maria Voigt (* 1944), deutscher Sprachwissenschaftler
- Ralf Voigt (* 1965), deutscher Fußballtrainer
- Reingard Voigt (1911–1989), deutsche Malerin und Kostümbildnerin
- Reinhard Voigt (Musiker), deutscher Techno-Musiker und DJ
- Reinhard Voigt (Maler) (* 1940), deutscher Maler
- Richard Voigt (General) (1852–1922), deutscher Generalleutnant
- Richard Voigt (Politiker) (1895–1970), deutscher Politiker (SPD)
- Richard Voigt (Radsportler), deutscher Radsportler
- Richard Otto Voigt (1895–1971), deutscher Maler und Grafiker
- Robert Voigt (Orgelbauer) (1834–1898), deutscher Orgelbauer
- Robert Voigt (Ringer) (1913–1988), dänischer Ringer
- Rolf Voigt (1938–2019), deutscher Kabarettist
- Rüdiger Voigt (* 1941), deutscher Verwaltungswissenschaftler
- Rudolf Voigt (Schriftsteller) (1899–1956), deutschamerikanischer Lehrer und Schriftsteller
- Rudolf Voigt (Ingenieur) (1902–1965), deutscher Maschineningenieur
- Rudolf Voigt (Pharmazeut) (1921–2008), deutscher Pharmazeut und Hochschullehrer
- Rudolf Voigt (Radsportler) (1922–2013), deutscher Radrennfahrer
- Rudolf Voigt (Maler) (1925–2007), deutscher Maler und Grafiker
- Rudolf Voigt (Eiskunstläufer), deutscher Eiskunstläufer und Eiskunstlauftrainer

### S
- Salomon Voigt (1588–1655), deutscher Politiker, Bürgermeister von Dresden
- Sebastian Voigt (* 1978), deutscher Historiker
- Siegfried Voigt (* 1950), deutscher Handballspieler
- Sören Voigt (Regisseur) (* 1968), deutscher Filmregisseur und Drehbuchautor
- Sören Voigt (Politiker) (* 1971), deutscher Politiker (CDU)
- Soeren Oliver Voigt (* 1969), deutscher Fußballfunktionär
- Stefan Voigt (Ökonom) (* 1962), deutscher Ökonom und Hochschullehrer
- Stefan Voigt (Höhlenforscher) (* 1963), deutscher Höhlenforscher, Naturschützer und Unternehmer
- Stefanie Voigt (* 1969), deutsche Kulturwissenschaftlerin
- Susanne Voigt (Bildhauerin) (1927–2016), deutsche Bildhauerin
- Susanne Marie Johanne Voigt, Geburtsname von Susanne Diderichsen (1910–2000), deutsche Philologin
- Svenja Voigt (* 2004), deutsche Eishockeyspielerin
- Sylvia Voigt (* 1961), deutsche Schriftstellerin

### T
- Theodor Voigt (1906–1976), deutscher Prähistoriker
- Thomas Voigt (Pilot) (1895–1986), deutscher Flugzeugkonstrukteur und Pilot
- Thomas Voigt (Journalist) (* 1960), deutscher Journalist und Filmemacher
- Thomas Voigt (Musiker) (* 1984), deutscher Saxophonist, Dirigent und Arrangeur
- Thomas Heinrich Voigt (1838–1896), deutscher Maler und Fotograf
- Tobias Voigt (* 1968), deutscher Politologe
- Torsten H. Voigt (* 1979), deutscher Soziologe

### U
- Udo Voigt (1952–2025), deutscher Politiker (NPD)
- Ulrich Johann Voigt (1669–1732), Stadtmusiker in Celle und Lüneburg
- Uwe Voigt (Politiker, 1945) (* 1945), deutscher Politiker (SPD), MdHB
- Uwe Voigt (Politiker, 1951) (* 1951), deutscher Politiker (Bündnis 90/Die Grünen), MdBB
- Uwe Voigt (Philosoph) (* 1965), deutscher Philosoph

### V
- Vanessa Voigt (* 1997), deutsche Biathletin
- Viktoria Voigt (* 1970), deutsche Schauspielerin, Synchronsprecherin und Drehbuchautorin
- Volker Voigt (* 1949), 2. Sekretär des FDJ-Zentralrates, Vizepräsident des DTSB der DDR

### W
- Walter Voigt (Zoologe) (1856–1928), deutscher Entomologe und Hochschullehrer
- Walter Voigt (Politiker) (1896–1984), deutscher Politiker, Bürgermeister von Glauchau
- Walter Voigt (Maler, 1908) (1908–1984), deutscher Maler
- Walter Voigt (Maler, 1971) (* 1971), südafrikanischer Maler
- Walther Voigt (Heimatforscher, 1889) (1889–1977), deutscher Genealoge und Mühlenforscher
- Walther Voigt (Heimatforscher, 1902) (1902–1964), deutscher Heimatforscher und Redakteur
- Werner Voigt, Pseudonym von Walther Victor (1895–1971), deutscher Schriftsteller, Publizist und Herausgeber
- Werner Voigt (Fußballtrainer, 1918) (* 1918), deutscher Fußballtorwart und -trainer
- Werner Voigt (Ingenieur, 1924) (1924–2015), deutscher Ingenieur und Hochschullehrer
- Werner Voigt (Maler, 1928) (1928–2024), deutscher Maler und Grafiker
- Werner Voigt (Maler, 1935) (1935–2015), deutscher Maler und Zeichner
- Werner Voigt (Fußballtrainer, 1947) (1947–2023), deutscher Fußballspieler und -trainer
- Wilfried Voigt (Pädagoge) (1931–2015), deutscher Berufspädagoge und Hochschullehrer
- Wilfried Voigt (Fußballspieler) (* 1939), deutscher Fußballspieler
- Wilfried Voigt (Politiker) (* 1949), deutscher Politiker (Bündnis 90/Die Grünen)
- Wilfried Voigt (Autor) (* 1951),  deutscher Journalist und Buchautor
- Wilhelm Voigt (eigentlich Friedrich Wilhelm Voigt; 1849–1922), deutscher Schuhmacher, bekannt als Hauptmann von Köpenick
- Wilhelm Voigt (Architekt) (1857–1916), deutscher Architekt
- Wilhelm Voigt (Politiker, 1867) (1867–nach 1933), deutscher Politiker (SPD), MdL Freistaat Anhalt
- Wilhelm Voigt (Politiker, 1886) (1886–1971), deutscher Politiker (DDR-CDU), MdL Thüringen
- Wilhelm Voigt (Pastor) (1889–1963), deutscher Geistlicher
- Will Voigt (* 1976), US-amerikanischer Basketballtrainer
- Willy Voigt (1910–1965), deutscher Politiker (SPD)
- Woldemar Voigt (Physiker) (1850–1919), deutscher Physiker
- Woldemar Voigt (Ingenieur) (1907–1980), deutscher Flugzeugbauer
- Wolfgang Voigt (Sänger) (auch Wolfgang Voidt; vor 1604–nach 1632), deutscher Sänger (Kontraalt)
- Wolfgang Voigt (Architekturhistoriker) (* 1950), deutscher Architekturhistoriker
- Wolfgang Voigt (Chemiker) (* 1951), deutscher Physikochemiker
- Wolfgang Voigt (Musiker) (* 1961), deutscher Musiker, Künstler und Labelbetreiber

### Y
- Yannic Voigt (* 2002), deutscher Fußballspieler